# Le Poët-Sigillat
Le Poët-Sigillat település Franciaországban, Drôme megyében. Lakosainak száma 117 fő (2022. január 1.). Le Poët-Sigillat Arpavon, Bellecombe-Tarendol, Bésignan, Montréal-les-Sources, Rémuzat, Sainte-Jalle, Saint-May és Saint-Sauveur-Gouvernet községekkel határos.

## Népesség
A település népességének változása:
| Lakosok száma | 47   | 47   | 77   | 111  | 120  | 119  | 121  | 134  | 128  | 117  |
|               | 1968 | 1982 | 1990 | 2006 | 2013 | 2015 | 2017 | 2019 | 2020 | 2022 |